# Ezra Miller

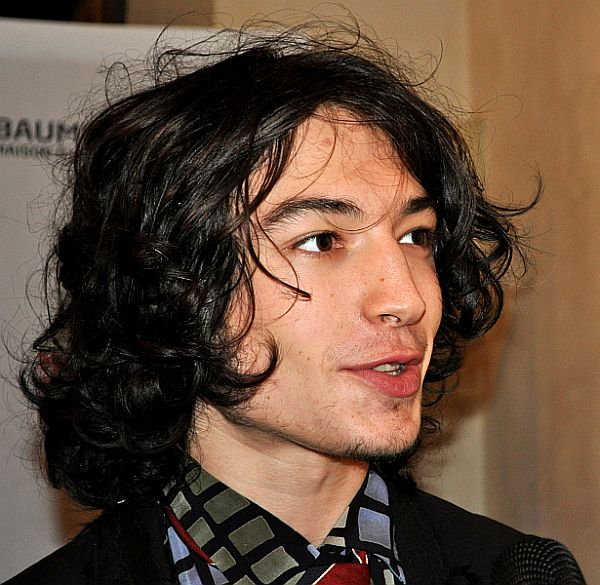
Ezra Miller na 19th Annual Hamptons International Film Festival Baume & Mercier Party, 2011

Ezra Matthew Miller (* 30. září 1992 Wyckoff), zájm. oni/jejich, je americká nebinární osoba věnující se herectví, známá rolemi ve filmech City Island (2009), Další šťastný den (2011) a Musíme si promluvit o Kevinovi (2011). V roce 2012 se objevili po boku Logana Lermana a Emmy Watson v dramatu Charlieho malá tajemství, dále v roli Léona Dupuise ve filmové adaptaci novely Paní Bovaryová (2014) a také jako Credence Barebone ve filmu Fantastická zvířata a kde je najít (2016). Poprvé se také objevili jako Barry Allen / Flash ve filmu Batman v Superman: Úsvit spravedlnosti.

## Život
Narodili se a vyrostli ve Wyckoffu v New Jersey. Jejich matka Marta je moderní tanečnice a jejich otec Robert S. Miller byl viceprezident a obchodní ředitel knižní společnosti Hyperion Books a poté ve Workman Publishing. Má dvě starší sestry, Saiyu a Caitlin. Sám sebe považuje za Žida a „spirituálního“ (jeho otec je ze židovské rodiny a matka ze křesťanské).
Ve věku šesti let začali s operním zpěvem, aby jim pomohl překonat vadu řeči. Zpívali v Metropolitní opeře a v americké premiéře současné opery White Raven od Phillipa Glasse. Navštěvovali školy Rockland Country Day School a The Hudson School, ze které však v šestnácti letech odešli, po vydání filmu Po škole.

## Kariéra

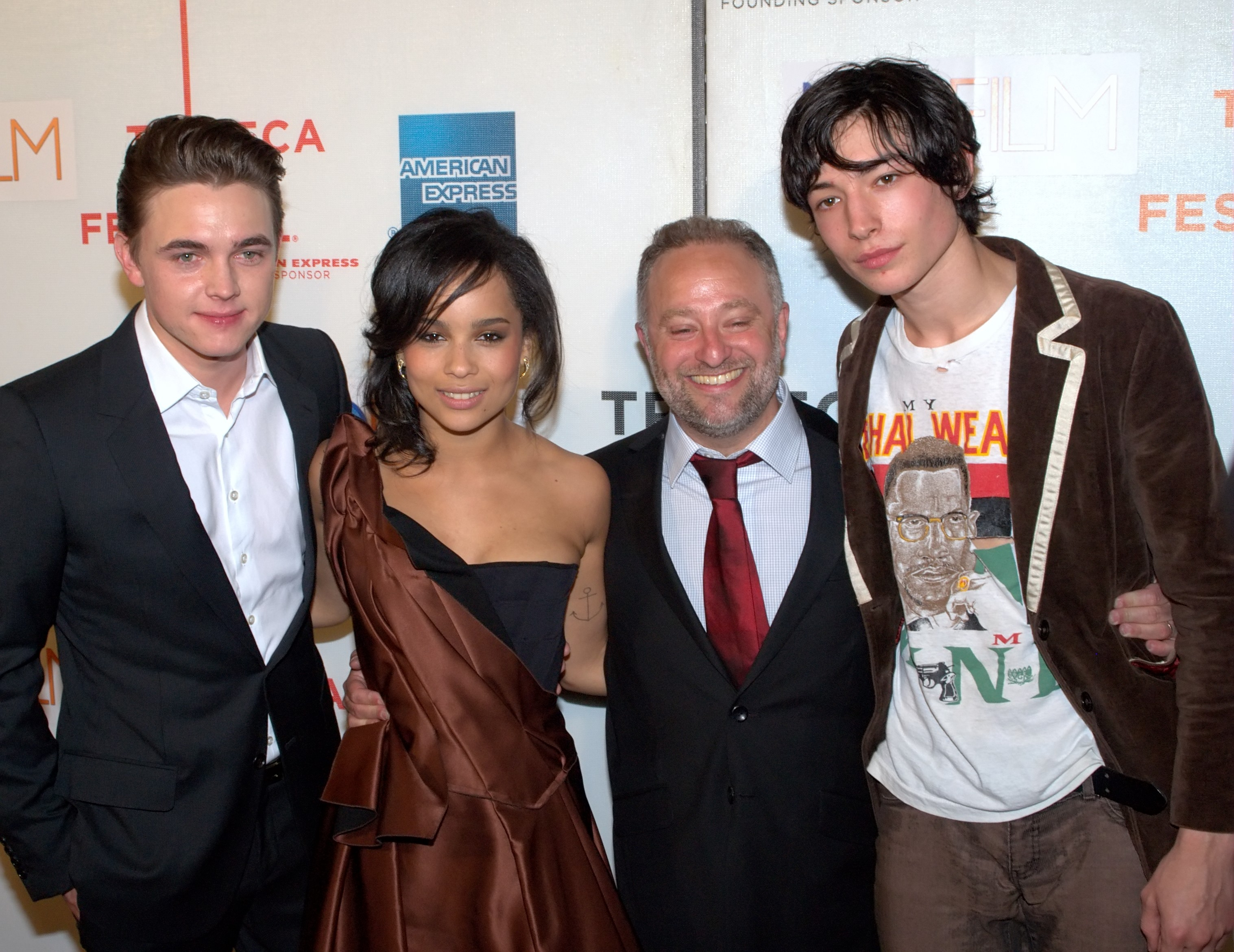
Miller (zcela vpravo) na Filmovém festivalu Tribecca v roce 2009

Filmovou kariéru začali v roce 2008 snímkem Po škole režiséra Antonia Campose, kde ztvárnili hlavní roli dospívajícího studenta na soukromé škole. Následující rok se objevili v City Island společně s Andym Garciou, Juliannou Margulies a Stevenem Straitem a v menších rolích také ve snímcích Beware the Gonzo a Zítra snad bude líp. Poté jsme je měli možnost vidět v titulní roli ve filmu Musíme si promluvit o Kevinovi s Johnem C. Reillym a Tildou Swinton od režisérky Lynne Ramsay, která i napsala scénář podle stejnojmenné knihy od spisovatele Lionela Shrivera. Film se stal senzací na Filmovém festivalu v Cannes a získal ohlas u kritiků. Také hráli Damiena v televizním seriálu Californication a také se objevil v seriálu Milionový lékař jako Tucker Bryan. Ztvárnil Patricka ve filmové adaptaci novely Charlieho malá tajemství vedle Logana Lermana a Emmy Watson. Film byl v Americe vydán v září 2012.
Miller hraje na bicí a zpívá v newyorské hudební skupině s názvem Sons of an Illustrious Father. Warner Bros. oznámili, že Miller se stane novým Barry Allenem / The Flashem v akčním filmu The Flash, jehož premiéra je stanovená na rok 2023. Poprvé se jako Flash objevili ve filmu Batman v Superman: Úsvit spravedlnosti v roce 2016, roli si zopakují ve filmu Liga spravedlnosti v roce 2017.

## Osobní život
Miller by sám sebe charakterizovali jako queer. Prohlásili: „Já bych sám sebe jako gay nepopsal*a. Většinou mě přitahovaly dívky, ale byl jsem s mnoha lidmi a lásku můžu najít u kohokoliv.“ a řekl: „mám mnoho skutečně úžasných přátel odlišných pohlaví a orientací. Prakticky nejsem zamilovaný do nikoho konkrétního.“ Miller také projevil zájem o polibky od chlapců již v brzkém věku.
Miller se nebere jako ženu či muže; „Queer znamená jednoduše ne a to já nedělám. Nepovažuji se za muže. Nepovažuji se ani za ženu. Jen tak tak se považuji za člověka.“ Miller se navíc začal oslovovat všemi rody. Miller hrdě předvedl svou nebinární identitu v rozhovoru s časopisem GQ Style v listopadu 2018. Článek obsahoval fotky Millera v řadě ženských, mužských a oboupohlavních stylů.

## Filmografie

### Televize
| Rok       | Název                                     | Role          | Poznámky     |
| --------- | ----------------------------------------- | ------------- | ------------ |
| 2008      | Californication                           | Damien        | 5 dílů       |
| 2009      | Zákon a pořádek: Útvar pro zvláštní oběti | Ethan Morse   | díl: „Crush“ |
| 2009–2010 | Milionový lékař                           | Tucker Bryant | 5 dílů       |

### Film
| Rok  | Název                                       | Role                                    | Poznámky            |
| ---- | ------------------------------------------- | --------------------------------------- | ------------------- |
| 2008 | Po škole                                    | Robert                                  |                     |
| 2009 | City Island                                 | Vince mladší                            |                     |
| 2010 | Beware the Gonzo                            | Eddie 'Gonzo' Gilman                    |                     |
| 2010 | Zítra snad bude líp                         | Elliot Hellman                          |                     |
| 2011 | Další šťastný den                           | Elliot                                  |                     |
| 2011 | Busted Walk                                 | Jay Turner                              | krátkometrážní film |
| 2011 | Musíme si promluvit o Kevinovi              | Kevin Khatchadourian                    |                     |
| 2012 | Charlieho malá tajemství                    | Patrick                                 |                     |
| 2014 | Paní Bovaryová                              | Léon                                    |                     |
| 2015 | The Stanford Prison Experiment              | Daniel Culp                             |                     |
| 2015 | Vykolejená                                  | Donald                                  |                     |
| 2016 | Fantastická zvířata a kde je najít          | Credence Barebone                       |                     |
| 2016 | Where's Waldo?                              | agent Murmur                            | krátkometrážní film |
| 2016 | Batman v Superman: Úsvit spravedlnosti      | Barry Allen / The Flash                 |                     |
| 2016 | Sebevražedný oddíl                          | Barry Allen / The Flash                 |                     |
| 2017 | Liga spravedlnosti                          | Barry Allen / The Flash                 |                     |
| 2018 | Fantastická zvířata: Grindelwaldovy zločiny | Credence Barebone                       |                     |
| 2022 | Fantastická zvířata: Brumbálova tajemství   | Credence Barebone / Aurelius Dumbledore |                     |
| 2023 | The Flash                                   | Barry Allen / The Flash                 |                     |
| —    | Dali Land                                   | mladý Dáli                              |                     |

## Ocenění a nominace
| Rok  | Ocenění                                   | Kategorie                                                               | Nominovaná práce               | Výsledek  |
| ---- | ----------------------------------------- | ----------------------------------------------------------------------- | ------------------------------ | --------- |
| 2011 | Hamptons International Film Festival      | Objev roku                                                              | Další šťastný den              | vítězství |
| 2011 | BIFA Award                                | Nejlepší herecký výkon ve vedlejší roli                                 | Musíme si promluvit o Kevinovi | nominace  |
| 2011 | Broadcast Film Critics Association Award  | Nejlepší mladý herec / herečka                                          | Musíme si promluvit o Kevinovi | nominace  |
| 2012 | Boston Society of Film Critics Award      | Nejlepší herecký výkon ve vedlejší roli                                 | Charlieho malá tajemství       | vítězství |
| 2012 | Hollywood Film Festival Spotlight Award   | Spotlight Award                                                         | Charlieho malá tajemství       | vítězství |
| 2012 | San Diego Film Critics Society Award      | Nejlepší obsazení                                                       | Charlieho malá tajemství       | vítězství |
| 2012 | Santa Barbara International Film Festival | Ocenění Virtuoso                                                        | Charlieho malá tajemství       | vítězství |
| 2012 | Detroit Film Critics Society Award        | Nejlepší herecký výkon ve vedlejší roli                                 | Charlieho malá tajemství       | nominace  |
| 2013 | Filmová cena MTV                          | Objev roku                                                              | Charlieho malá tajemství       | nominace  |
| 2013 | Filmová cena MTV                          | Nejlepší hudební moment (společně s Loganem Lermanem a Emmou Watsonovou | Charlieho malá tajemství       | nominace  |
| 2013 | Phoenix Film Critics Society Award        | Nejlepší herecký výkon ve vedlejší roli                                 | Charlieho malá tajemství       | nominace  |